# Fumi Morisawa
Fumi Morisawa (森沢 芙美 Morisawa Fumi?, nacida el 21 de octubre) es una seiyū japonesa de Tokio, Japón, afiliada con Pro-Fit.

## Voces interpretadas
Los roles de importancia están escritos en negritas.

### Anime
1995
- Slayers (Chica de la ciudad - ep 16)

1997
- GaoGaiGar: King of the Braves (Intestino, "Madre" Kaidō)

2003
- Popotan (Enfermera 1 - ep 3)

2004
- Samurai 7 (Koharu)

2005
- Elemental Gelade (Daya, Garne)
- Tsukuyomi: Moon Phase (Madre de Elfriede - ep 17)

2006
- Black Blood Brothers (Madre de Chan - ep 1)
- Red Garden (Isabel)

2007
- Kono Aozora ni Yakusoku wo: Yōkoso Tsugumi Ryō e (Umi Hayama)
- Venus versus Virus (Sonoka)

2008
- Noramimi (Madre de Taizō)
- Persona Trinity Soul (Haruka Kanzato)
- Slayers Revolution (Camarera - ep 7)

2009
- White Album (Yamamoto - ep 7)

2011
- Hunter × Hunter (segunda temporada) (Hija de Kiriko - ep 2)
- Kimi ni Todoke 2nd Season (Yoko Chiba)

2013
- Dansai Bunri no Crime Edge (Bruja - ep 8)

2014
- Onee-chan ga Kita (Yūko Mizuhara)[2]

### OVAs
2007
- Gakuen Utopia Manabi Straight! (Madre de Mika)

2010
- Koe de Oshigoto! (Fuyumi Hirobe)